# Ходжи Содик
Ходжи Содик — советский хозяйственный, государственный и политический деятель, член Союза писателей СССР.

## Биография
Родился в 1913 году в Канибадаме. Член КПСС с 1940 года.
Участник Великой Отечественной войны. С 1943 года — на хозяйственной, общественной и политической работе. В 1943—1980 гг. — редактор газеты «Стахановчи», секретарь Ленинабадского облисполкома, заместитель редактор, главный редактор «Хакикати Ленинобод», редактор газеты «Совет Тожикистони».
Избирался депутатом Верховного Совета Таджикской ССР 7-го, 8-го, 9-го созывов.
Умер в Душанбе в 1990 году, похоронен на кладбище «Сари Осиё».

## Сочинения
- «Герой из Шайдана» (1951)
- «Посочувствуйте, друзья» (1971)
- «Повесть о безбородом козле» (1978)
- «Бородатый ишан» (1971)
- «Бунт женщины» (1973)